# Francesco Salesio Della Volpe
Francesco Salesio Della Volpe (Ravena 24 de dezembro de 1844 - Roma, 5 de novembro de 1916) foi um cardeal católico italiano de uma família nobre.

## Biografia
Pertencente a uma família nobre de Imola, à qual também pertencia o líder mercenário Taddeo Della Volpe (1474-1534). Ele nasceu em 24 de dezembro de 1844 de Ignazio e da nobre Ortensia Mazzolani em Ravenna, onde a família estava hospedada por motivos de trabalho (seu pai ocupava um alto cargo no governo com o Delegado Apostólico).
Após a morte prematura do pai, a mãe regressou a Imola e matriculou o filho no ginásio local. . Sentindo sua vocação, Francisco completou seus estudos no seminário diocesano de Bertinoro, dirigido pelos jesuítas . Quando o cargo de aluno da Diocese de Ímola no Pontifício Seminário Romano ficou vago, em 1862 participou do concurso, vencendo-o . Desde então, sua vida ocorreu inteiramente na capital papal. Foi ordenado sacerdote em Roma em 21 de dezembro de 1867, poucos dias antes de completar 23 anos. Continuou seus estudos e se formou em Teologia e in utroque iure. Don Della Volpe estava pronto para retornar à diocese de Imola e prestar juramento, mas o Papa Pio IX, que antes de subir ao Soglio havia sido bispo na cidade de Romagna, conhecia de perto a família Della Volpe, dispensou-o do juramento e tinha-o matriculado na Academia de nobres eclesiásticos para estudos de especialização e diplomacia . Em 1872, o Papa Pio IX o nomeou cônego da Basílica de São Pedro. Em julho de 1874 passou a fazer parte da corte pontifícia, entre os garçons secretos participantes, ou seja, os quatro prelados que apoiam o pontífice em seu trabalho.
Após a ascensão ao trono do Papa Leão XIII (1878), Della Volpe foi nomeado primeiro prelado doméstico, depois Mordomo de Sua Santidade (1886). Por ocasião da coroação de Alexandre III da Rússia, celebrada em 27 de maio de 1883, foi enviado a Moscou como o primeiro Adido da Embaixada Extraordinária do Papa. Voltou com uma condecoração imperial: foi condecorado com a Ordem de Santa Ana. Em 1888 tornou-se secretário da Congregação dos Ritos. Em 1891 assumiu o cargo de prefeito da Câmara Apostólica. Embora sua vida tenha ocorrido inteiramente em Roma, ele manteve o título de Reitor Honorário da Catedral de Ímola, cargo hereditário estabelecido por Cesare Borgia no início do século XVI.
No Consistório Ordinário Público de 1899, o Papa Leão XIII o nomeou cardeal in pectore. Tornou pública sua nomeação no Consistório Ordinário Público de 1901, conferindo-lhe o título de Cardeal-diácono  de Santa Maria em Aquiro .
De julho de 1903 a 23 de outubro de 1908 . Ocupou o cargo de prefeito de Economia do Instituto de Propaganda Fide, e depois tornou-se prefeito dos Arquivos Secretos do Vaticano, cargo que ocupou até 1911, quando foi nomeado prefeito da Congregação do Index.
Em 25 de maio de 1914, o Papa Pio X o chamou para o cargo de cardeal Carmelengo da Santa Igreja Romana. Nesta qualidade, o Cardeal Della Volpe ocupou a sede vaga desde a morte de São Pio X até a eleição do Papa Bento XV (20 de agosto a 3 de setembro de 1914). O último ato da vida pública do cardeal foi a direção do Conclave de 1914.
Ele morreu em Roma na manhã de 5 de novembro de 1916, aos 71 anos. Após o funeral, o corpo foi sepultado na capela da Propaganda Fide no Campo di Verano.

Brasão como Camerlengo no Conclave de 1914